# Ørje fort
Ørje fort ligger i Marker kommune i Østfold fylke i Norge. Fortet blev anlagt i 1902 og 1903, da det trak op til unionsopløsningen, for at dække hovedvejen gennem Ørje som var den vigtigste indfartsvej fra Sverige.
Fortet bestod af to dele: Nordre og søndre fort. Nordre fort lå sydvest for Ørje bro og sluser, søndre fort på Likollen, 1 km længere mod syd. Begge var delvis nedsprængt i fjeldet og bestykket med fire kanoner. 
Hvert af forterne havde to 105 mm kanoner og to 75 mm hurtigskydende fæstningskanoner. 
Fortet blev nedlagt i forbindelse med Karlstad-konventionen i 1905 og kanonerne demonteret og overført til Hegra Fæstningen.
Nordre fort blev delvis restaureret i 1991.
- Skytegravene er fylt igjen
- Bunker på Lihammeren
- Utsikt mot Ørje og svenskegrensa

59°28′55″N 11°39′4″Ø / 59.48194°N 11.65111°Ø